# Рінг Ерікссон
Рінг Ерікссон — легендарний конунг Свеаланда, який правив між 882 та 910 роками. Походив з династії Інглінгів.

## Життєпис
Був сином свейського короля Еріка IV. Почав володарювати після свого батька Еріка Анундссона. Напевне він ще за життя допомагав йому у різних справах. Проте назвати Рінга Ерікссона королем можна лише умовно. Він був племінним вождем. Його стан підкріплювало походження його династії — жерців-поган, що контролювали головний свейський поганський храм в Уппсалі.
Скоріш за все навіть влада над Свеаландом (центральною частиною сучасної Швеції) була непевною. Деякий вплив Рінга обмежувався областю Уппланд. Це давало можливість свеям здійснювати морські походи у різні частини Балтики. Це й було головною справою Рінга — вести у похід свеїв-вікінгів. Але відомостей щодо конкретних походів за часів цього конунга немає.

## Родина
Імена дружини або дружин невідоме.
Діти:
- Ерік
- Емунд